# Sacoglottis holdridgei
Sacoglottis holdridgei (španělsky nazývaný také Palo de hierro, "železné dřevo") je endemický druh stromu, který se vyskytuje na Kokosovém ostrově v Tichém oceánu.

## Výskyt
Je nejběžnější dřevinou na ostrově, vyskytuje se ve všech třech pásmech; tedy v pobřežních lesích, vnitrozemských lesích i v mlžném lese v nejvyšších polohách.

## Popis
Strom dosahuje výšky 15 až 25 metrů a má krátký, tlustý kmen, který je někdy rozvětven již blízko země. Kůra je zvenčí šedohnědá až červenohnědá, mírně šupinatá. Koruna stromu je široce zaoblená, hustá, s dlouhými a převislými větvemi. Mladé větve mají červenohnědou až šedohnědou barvu, přičemž při růstu mohou být světle růžové. Listy jsou při rašení světle růžové. Řapík má délku asi 0,5 cm. Čepel listu je dlouhá 7–22 cm a široká 4–9 cm, má oválně podlouhlý až vejčitý tvar. Základna listu je zaoblená až srdčitá, lehce sbíhavá na řapík. Vrchol je špičatý až výrazně zašpičatělý. Okraj listu je celistvý nebo mírně zvlněný, často s dvěma drobnými žlázami blízko báze na líci. Květenství vyrůstají v úžlabí listů a dosahují délky 1–2,5 cm. Květy mají kališní lístky dlouhé 1,7–2 mm. Korunní lístky jsou zelené až světle žluté, úzké a podlouhlé, dlouhé asi 5,5 mm. Plody jsou červené, oválně elipsoidní, o rozměrech 4–5,5 cm na délku a 2,5–3 cm na šířku. Obsahují 1–3 semena.